# Фелт, Марк
Уи́льям Марк Фелт-старший (англ. William Mark Felt Sr.; 17 августа 1913 — 18 декабря 2008) — сотрудник Федерального бюро расследований (ФБР), «сливавший» информацию американским журналистам, которую те публиковали в виде журналистских расследований об Уотергейтском скандале.
Фелт работал в ФБР с 1942 по 1973 год, сначала специальным агентом, но в конечном итоге дослужился до заместителя директора, второй по значению должности в агентстве. До попадания в штаб-квартиру ФБР Фелт работал в отделениях ФБР на местах. В 1980 году его признали виновным в нарушении гражданских прав людей, связанных с террористами из организации «Синоптики», после его приказа агентам ФБР ворваться в их дома с обыском для предотвращения взрывов. Фелт поначалу отделался штрафом, но президент Рональд Рейган помиловал его во время апелляции.
Свою тайну Фелт раскрыл только в 2005 году, в возрасте 91 года: во время пребывания в должности заместителя директора ФБР он был анонимным источником, известным как «Глубокая глотка», предоставившим репортёрам «Вашингтон пост» Бобу Вудворду и Карлу Бернстайну критическую информацию об Уотергейтском скандале, который привёл к отставке президента США Ричарда Никсона в 1974 году. Хотя, некоторые люди, включая самого Никсона, подозревали Фелта в том, что он и был Глубокой Глоткой, но до саморазоблачения перед смертью (по просьбе дочери), этот факт оставался недоказанным в течение 30 лет.
Фелт опубликовал мемуары «Пирамида ФБР» (1979, дополненное издание 2006) и «Жизнь государева человека» (совместно с Джоном О’Коннором, 2006). В 2012 году ФБР опубликовало личное дело Фелта за период с 1941 по 1978 год и документы с угрозами вымогательства в отношении Фелта в 1956 года.

## Ранняя жизнь и карьера
Фелт родился 17 августа 1913 года в городе Твин-Фолс штата Айдахо, в семье Роуз Р. Дайгерт и Марка Эрла Фелта, плотника и строительного подрядчика. Его дед по отцовской линии был священником баптистов «свободной воли». Его бабушка и дедушка по материнской линии родились в Канаде и Шотландии. Через своего деда по материнской линии Фелт был потомком генерала времен войны за независимость Николаса Херкимера из Нью-Йорка.
После окончания средней школы в Твин-Фоллсе в 1931 году Фелт поступил в Айдахский университет в Москоу (штат Айдахо) Он был членом и затем президентом отделения Gamma Gamma студенческого братства Beta Theta Pi и получил степень бакалавра гуманитарных наук в 1935 году.
Затем Фетт отправился в г. Вашингтон, чтобы работать в аппарате сенатора США от Демократической партии Джеймса П. Поупа (англ. James P. Pope). В 1938 году Фелт женился на Одри Робинсон из Гудинга (штат Айдахо), они знали другу друга ещё со студенческих лет в Айдахском университете. Одри переехала в Вашингтон, получив работу в налоговом управлении США. Поженил молодых капеллан Палаты представителей США Шеара Монтгомери. Одри умерла в 1984 году; родив Фелту двух детей, Джоан и Марка.
Фелт продолжил работу в Сенате у преемника Поупа Дэвида Кларка (сенатор-демократ от штата Айдахо). По вечерам он посещал юридический факультет Университета Джорджа Вашингтона, где в 1940 году получил диплом юриста, и в 1941 году был принят в коллегию адвокатов округа Колумбия.
По окончании учёбы Фелт получил должность в Федеральной торговой комиссии. Как Фелт написал в своих мемуарах, ему было поручено выяснить, не вводит ли бренд туалетной бумаги, называемый «Красный крест», в заблуждение потребителей, заставляя их думать, что он одобрен Американским Красным Крестом. После сотен интервью Фелт понял, что людям не нравится говорить о туалетной бумаге, а ему не нравится его работа. Он предложил свою кандидатуру ФБР в ноябре 1941 года и начал там работать 26 января 1942 года.

## Ранние годы в ФБР
Директор ФБР Дж. Эдгар Гувер часто переводил агентов из одного отделения в другое, чтобы они набирались опыта в этой области (так поступали и другие федеральные агентства, и корпорации того времени). Фелт отметил, что Гувер «хотел, чтобы каждый агент в любое время был готов попасть в любой подразделение. Самого его [Гувера] никогда никуда не переводили, у него не было семьи, и он понятия не имел о финансовых и личных проблемах, связанных с переводами».
По завершении 16 недель обучения в Академии ФБР в Куантико, и штаб-квартире ФБР в Вашингтоне, Фелт был направлен в Техас, где провел по три месяца в подразделениях в Хьюстоне и Сан-Антонио. По возвращении в штаб-квартиру ФБР, где был назначен в отдел шпионажа Управления контрразведки, выслеживая шпионов и диверсантов во время Второй мировой войны в составе отдела важных дел. Наиболее известно его участие в деле «Крестьянина»: Гельмут Гольдшмидт был немецким агентом с псевдонимом «Крестьянин», пойманным в Англии. Фелту удалось убедить немецких руководителей Гольдшмидта в том, что «Крестьянин» переехал в Соединённые Штаты, и передавать им дезинформацию о планах союзников.
Отдел шпионажа был упразднён в мае 1945 года после победы над Германией, и Фелт был назначен в подразделение ФБР в Сиэтле. После двух лет работы рядовым агентом Фелт на два года стал инструктором по огнестрельному оружию и был повышен до руководителя. С принятием Закона об атомной энергии и созданием Комиссии по атомной энергии Соединенных Штатов подразделение в Сиэтле стало ответственным за окончательную проверку информации о рабочих плутониевого завода в Хэнфорде около Ричленда в штате Вашингтон. Фелт руководил этими расследованиями, после чего в 1954 году ненадолго вернулся в Вашингтон в качестве помощника инспектора, а через два месяца был отправлен в Новый Орлеан в качестве заместителя начальника подразделения. Через пятнадцать месяцев его перевели в Лос-Анджелес на такую же должность.

## Расследование организованной преступности
В 1956 году Фелта перевели в Солт-Лейк-Сити начальником местного отделения ФБР, которое занималось также Невадой. Фелт курировал ранние расследования деятельности организованной преступности в казино Рино и Лас-Вегаса (мнение Гувера и официальная позиция ФБР состояли в том, что мафии не существует). В феврале 1958 года Фелт был направлен в Канзас-Сити (штат Миссури) — который он позже назвал в мемуарах «Сибирью для агентов» — где руководил дальнейшими расследованиями организованной преступности. К этому времени Гувер, после получившего известность съезда главарей мафии в ноябре 1957 года в Апалачине (штат Нью-Йорк), уверовал в организованную преступность.

## Середина карьеры
Фелт вернулся в Вашингтон в сентябре 1962 года и в должности помощника заместителя директора бюро, отвечающего за подготовку сотрудников, курировал Академию ФБР. В ноябре 1964 года он был назначен заместителем директора бюро в роли главного инспектора бюро и начальником инспекционного отдела (который занимался служебными расследованиями).
1 июля 1971 года Фелт был назначен Гувером на должность заместителя директора, помощником заместителя директора Клайда Толсона. После десятилетий в качестве правой руки Гувера, Толсон не мог выполнять свои обязанности из-за потери здоровья. Ричард Г. Пауэрс сообщает, что Гувер назначил Фелта, чтобы прекратить внутренний шпионаж, которым Уильям С. Салливан неофициально занимался по просьбе Белого дома. В своих мемуарах Фелт цитирует слова Гувера: «Мне нужен кто-то, кто сможет контролировать Салливана. Я думаю, вы знаете, что он идёт вразнос». Рональд Кесслер в книге «Бюро» говорит, что Фелт «сумел угодить Гуверу, будучи тактичным с ним и жёстким с агентами». Курт Джентри характеризует Фелта как «очередного светловолосого мальчика — любимца директора», у которого «не было реальной власти» на его новом посту: на деле третьим лицом в ФБР был Джон П. Мор.

### Расследование «Синоптиков»
Среди преступных группировок, которыми занималось ФБР в начале 1970-х годов, были «Синоптики» (Weather Underground). Суд не стал рассматривать их дело, придя к выводу, что ФБР в ходе расследования применяло незаконные методы, включая несанкционированное прослушивание телефонных разговоров, взломы и перлюстрацию. Федеральный прокурор, который вёл дело, Уильям К. Иберсхоф (англ. William C. Ibershof) обвинял Фелта и генерального прокурора Джона Митчелла в санкционировании этих действий, которые привели к развалу дела.

## После смерти Гувера
Гувер был найден умершим во сне утром 2 мая 1972 года.  Его заместитель Толсон пробыл формальным руководителем ФБР до следующего дня, когда президент Ричард  Никсон назначил исполняющим обязанности директора ФБР Патрика Грея. Толсон подал прошение об отставке, которую Грей принял. Фелт сменил Толсона на должности заместителя директора, второй должности в Бюро. Фелт был почетным гробоносцем на похоронах Гувера. Сразу после смерти Гувера Хелен Ганди, секретарь Гувера на протяжении пяти десятилетий, начала уничтожение его архивов. 4 мая 1972 года она передала Фелту двенадцать коробок с «официальными / конфиденциальными» документами, которые содержали 167 папок (17 750 страниц), в основном с компрометирующей информацией о людях, которых расследовало Бюро. Гувер использовал эти документы для давления на скомпрометированных людей. Фелт сохранил папки в своём кабинете.
Само существование папок и процесс их уничтожения обросли слухами. Грей заявил прессе, что «никаких досье или секретных папок нет: это обычные документы, и я предпринял шаги, чтобы их сохранить в целости»; Фелт чуть раньше сказал Грею, что «у Бюро нет секретных досье», после чего прошёл с Греем в кабинет Гувера, где они нашли Ганди упаковывающей бумаги в коробки. Фелт сообщает, что Грей «бегло посмотрел на открытый ящик с папками и одобрил её работу», сам Грей позже отрицал, что что-либо видел. Ганди не отдала «личную папку» Гувера и уничтожила её.
В 1975 году, давая показания перед Палатой представителей США, Фелт сказал об уничтожении документов Гувера: «В чём серьёзность потери нескольких документов? Я не видел ничего плохого и до сих пор не вижу». На том же слушании Ганди заявила, что уничтожила личные папки Гувера с разрешения Грея, который в свою очередь категорически отрицал факт своего согласия.
Отношение Фелта к Грею, первому главе ФБР без предыдущего опыта работы в агентстве, было двойственным. Фелт признавал, что Грей много работал, но считал, что он слишком много времени проводил вдали от штаб-квартиры ФБР: Грей жил в Стонингтоне (штат Коннектикут), и ездил оттуда в Вашингтон, а также успел посетить почти все местные подразделения. Частые отлучки и болезнь Грея зимой 1972—1973 годов привели к тому, что, по словам Боба Вудворда, «Грей стал директором ФБР, а всю работу делал Фелт». При этом Фелт считал, что Никсон назначил политика главой ФБР с тем, чтобы подчинить Бюро Белому дому.

## Уотергейт
Как заместитель директора, Фелт имел доступ ко все информации по Уотергейту до того, как её видел Грей. Агент Чарльз Нузум, возглавивший расследование, отправлял свои выводы начальнику следственного отдела Роберту Гебхардту, который передавал информацию Фелту. Со дня взлома, 17 июня 1972 года, и до тех пор, пока расследование ФБР не было в основном завершено в июне 1973 года, Фелт был центром потоков информации о деле внутри ФБР; он был одним из первых, кто узнал о расследовании утром 17 июня. По сообщению Рональда Кесслера, агенты Бюро «были поражены, видя свои отчёты скопированными Вудвордом и Бернстайном почти дословно уже через несколько дней или недель после проведённых допросов».

### «Глубокая глотка»
Боб Вудворд сначала описывал свой источник по прозвищу «Глубокая глотка» в книге «Все люди президента» как «источник в исполнительной власти, имевший доступ к информации в Комитете по переизбранию президента, организации кампании Никсона 1972 года, а также в Белом доме». В книге «Глубокая глотка» описывается как «неизлечимый сплетник», находившийся «в исключительном положении для наблюдения за исполнительной властью», человек, «чья воля к борьбе была истощена в слишком многих битвах». Вудворд был знаком с источником до Уотергейта и обсуждал с ним политику и правительство.
В 2005 году Вудворд писал, что впервые встретил Фелта в Белом доме в 1969 или 1970 году. Вудворд тогда работал помощником адмирала Томаса Хинмана Мурера, председателя Объединённого комитета начальников штабов, и доставлял документы в оперативный штаб Белого дома. В своей книге «Тайный человек» Вудворд описал Фелта как «высокого человека благородного вида с идеально зачесанными седыми волосами» с «заученной уверенностью, скорее даже с властным поведением». Они поддерживали контакт и несколько раз разговаривали по телефону. Когда Вудворд начал работать в Вашингтон Пост, он несколько раз звонил Фелту, чтобы получить информацию для статей в газете. Информация Фелта, полученная под обещание анонимности, послужила источником для нескольких историй, в том числе для статьи 18 мая 1972 года об Артуре Бремере, стрелявшем в Джорджа Уоллеса.
Узнав об Уотергейте, Вудворд опять обратился к Фелту, и 19 июня Фелт рассказал ему о вовлечённости Э. Ховарда Ханта, который был ниточкой к Никсону. Более того - номер рабочего телефона Ханта в Белом доме был найден в записной книжке одного из «грабителей». Сначала источник Вудворда стал известен в газете как «Мой Друг» (англ. My Friend. Вудвард помечал заметки после разговоров с Фелтом буквами  «M. F.», что было плохой маскировкой). Редактор Говард Симонс сменил псевдоним на «Глубокая глотка», использовав название известного порнографического фильма. По словам Вудворда, Саймонс придумал псевдоним потому, что Фелт предоставлял информацию на основе глубоких знаний.

### Сигналы для связи с Вудвордом
По словам Вудворда, когда он хотел встретиться с Фелтом, он должен был поставить цветочный горшок с красным флагом на балкон своей квартиры; когда Фелт хотел встретиться с Вудвордом, он обводил кружком номер страницы на двадцатой странице экземпляра «Нью-Йорк Таймс», доставляемом в дом Вудворда и рисовал стрелки часов, чтобы обозначить час. Но Адриан Хэвилл (англ. Adrian Havill) в написанной им биографии Вудворда и Бернстайна (1993) усомнился в этих деталях. По его словам, балкон Вудворда выходит во внутренний двор и не виден с улицы, а вход во двор был замурован кирпичом. Хэвилл также утверждает, что копии Таймс доставлялись в здание без пометок номеров квартир (Вудворд и бывший его сосед опровергли это утверждение). Вудворд и сам не понимал, как Фелт мог узнавать о флаге, но его балкон был виден из окон соседних зданий.

### Холдеман сообщает Никсону об утечках через Фелта
Через несколько дней после взлома Никсон и начальник штаба Белого дома Холдеман обсуждали нажим на ФБР с целью замедления расследования. Полиция округа Колумбия вовлекла ФБР, обнаружив у грабителей оборудование для прослушивания телефонных разговоров — преступление, подпадающее под юрисдикцию ФБР. Холдеман сообщил Никсону 23 июня 1972 года, что Фелт «хочет сотрудничать, потому что он амбициозен».
Поначалу Холдеман подозревал в утечке рядовых агентов, в том числе Анджело Лано (англ. Angelo Lano). Но 19 октября 1972 года Холдеман сообщил президенту, что, по имеющейся информации, Фелт разговаривал с прессой, но предложил молчать, так как иначе Фелт «опубликует всё», и при этом не совершил никаких преступлений и не может быть привлечен к ответственности.
Когда исполняющий обязанности директора ФБР Грей вернулся из отпуска по болезни в январе 1973 года, он заявил Фелту о том, что знает, кто был источником информации для Вудворда и Бернстайна, и защищал Фелта перед генеральным прокурором Ричардом Г. Кляйндиенстом (англ. Richard G. Kleindienst). Фелт отрицал свою причастность к утечкам.

### Никсон снова обходит Фелта при выборе директора ФБР
17 февраля 1973 года Никсон назначил Грея на замену Гувера на посту директора. В никсоновских записях от 28 февраля Никсон говорит Дину, что Фелт действует как информатор, и упомянул, что никогда с Фелтом не встречался. Когда Грей был вынужден уйти в отставку 27 апреля в результате скандала с уничтожением файла из сейфа Э. Ховарда Ханта (англ. E. Howard Hunt) в Белом доме, он рекомендовал Фелта в качестве своего преемника, то же рекомендовал и Кляйндиенст.
Однако Никсон назначил исполняющим обязанности директора Уильяма Рукельсхауса (англ. William Ruckelshaus) со словами: «Я не хочу его. … Я только что разговаривал с Биллом Рукельсхаусом, Билл — чистюля, и я хочу, чтобы на этом месте был человек, который не входит в старую гвардию и не участвует в тамошней подковёрной борьбе». В записи из Белого дома от 11 мая 1973 года Никсон говорит главе администрации Белого дома Александру Хейгу после рассказа об утечке материала от Фелта в Нью-Йорк Таймс: «Ну вот видишь, он плохой парень» и рассказывает о желании Фелта стать директором бюро.

## Споры с Рукельсхаусом и отставка
Фелт назвал свои отношения с Рукельсхаусом «бурными». В своих мемуарах Фелт описывает Рукельсхауса как «вахтёра, поставленного следить, чтобы ФБР не сделало ничего такого, что могло бы вызвать недовольство г-на Никсона».
В середине 1973 года Нью-Йорк Таймс опубликовала серию статей о прослушивании телефонных разговоров, происходившим по приказу главы ФБР Гувера. Рукельсхаус счёл, что информацию журналистам предоставил кто-то внутри ФБР.
В июне 1973 года аноним, представившийся репортёром Таймс, сообщил по телефону Рукельсхаусу, что утечка идёт от Фелта. 21 июня Рукельсхаус встретился с Фелтом наедине и обвинил его в передаче информации Таймс, что Фелт категорически отрицал. Рукельсхаус велел Фелту «выспаться и подумать» о том, что он хочет делать дальше. Фелт уволился из Бюро на следующий день, 22 июня 1973 года, завершив свою 31-летнюю карьеру. В интервью 2013 года Рукельсхаус признал, что звонок мог быть розыгрышем, но отставка Фелта равносильна «признанию вины».
Рукельсхаус недолго исполнял обязанности главы ФБР, через несколько недель на замену ему Никсон назначил Кларенса М. Келли (англ. Clarence M. Kelley), который и был утвержден Сенатом.